# Les Quatre Fantastiques (série télévisée d'animation, 1994)
Pour les articles homonymes, voir Les Quatre Fantastiques (homonymie).
Iron Man Spider-Man, l'homme-araignée
Les Quatre Fantastiques (Fantastic Four) est une série télévisée d'animation américaine en 26 épisodes de 25 minutes produite par les studios Marvel Productions, diffusée du 24 septembre 1994 au 24 février 1996 en syndication. Elle s'inspire des personnages créés en 1961 par Stan Lee et Jack Kirby pour Marvel Comics. C'est la troisième série du Marvel Animated Universe (MAU).

## Historique de la création
La bande dessinée Les Quatre Fantastiques, de laquelle est adaptée cette série animée, est la BD pionnière de Marvel Comics créée par Stan Lee et la plus populaire auprès des fans du genre. Deux précédentes séries animées furent produites, l'une par les studios Hanna-Barbera, en 1967 Les Quatre Fantastiques (The Fantastic Four), diffusée en France à partir de 1980 et la seconde par DePatie-Freleng Enterprises, en 1978 The New Fantastic Four.

## Synopsis
Au cours d’une mission spatiale, Richard Reed et sa femme Susan, Johnny Storm et Ben Grimm sont irradiés par des rayons de nature inconnue. Ils développent bientôt des super-pouvoirs : Reed peut allonger ses membres, Susan peut se rendre invisible, Johnny peut se muer en torche humaine volante et Ben Grimm prend définitivement l'aspect d'une créature de pierre dotée d'une force herculéenne.
Tous les quatre décident de mettre leurs pouvoirs au service de la justice et de la protection du genre humain, menacé par des créatures de tout genre...

## Fiche technique
- Titre original : Fantastic Four
- Titre français : Les Quatre Fantastiques
- Réalisation : Ernesto Lopez, Tom Tataranowicz
- Scénario : Ron Friedman, Steve Granat, Cydne Clark
- Musique : William Anderson, Giorgio Moroder
  - Générique original interprété par :
- Production : Glen Hill, Stan Lee, Avi Arad
- Société de production : Marvel Productions
- Pays d'origine : États-Unis
- Langue : anglais
- Nombre d'épisodes : 26
- Durée : 22 minutes
- Dates de première diffusion :  États-Unis : 24 septembre 1994 ;  France : 1999

## Distribution des voix

### Les Quatre Fantastiques
- Reed Richards / Mr. Fantastique (VO : Beau Weaver ; VF : Maurice Sarfati)
- Susan "Sue" Storm-Richards / La Femme Invisible (VO : Lori Alan; VF: Élisabeth Fargeot)
- Johnny Storm / La Torche humaine (VO : Quinton Flynn; VF: Emmanuel Karsen)
- Benjamin "Ben" Grimm / La Chose (VO : Chuck McCann; VF: Joseph Falcucci)

### Ennemis
- Phillip Masters / Le Maître des maléfices (Episodes 1 et 2)
- Krang (Episode 3) (VF: Patrice Keller)
- Galactus (VF: Patrice Keller)
- Terrax (Episode 6) (VF:Maurice Sarfati, 1ère voix)
- Firelord (Episode 6)
- Kl'rt / Super-Skrull (Episode 7)
- Victor von Doom / Docteur Doom
- L'Homme-taupe (Episode 11)
- Annihilus (Episode 12) (VF: Patrice Keller)
- Blastaar (Episode 12) (VF: Emmanuel Karsen)
- Bentley Wittman / Le Magicien
- Peter Petruski / Trapster (VF: Emmanuel Karsen)

### Autres personnages
- Lavinia Forbes
- Alicia Masters
- Namor (Episode 3)
- Lady Dorma (Episode 3)
- Uatu (Episodes 5 et 6)
- Norrin Radd / Le Surfer d'argent
- Matt Murdock / Daredevil (Episode 14)
- Danny Ketch / Ghost Rider (Episode 21)
- Thor (Episode 21)

## Épisodes

### Saison 1 (1994-1996)
1. L'origine des Quatre Fantastiques - Partie 1 (The Origin of the Fantastic Four: Part 1)
2. L'origine des Quatre Fantastiques - Partie 2 (The Origin of the Fantastic Four: Part 2)
3. Le prince de l'océan (Now Comes the Sub-Mariner)
4. L'invasion des Skrulls (Incursion of the Skrulls)
5. L'arrivée de Galactus - Partie 1 (The Silver Surfer and the Coming of Galactus: Part 1)
6. L'arrivée de Galactus - Partie 2 (The Silver Surfer and the Coming of Galactus: Part 2)
7. Super-Skrull (Super Skrull)
8. Le masque de Doom - Partie 1 (The Mask of Doom: Part 1)
9. Le masque de Doom - Partie 2 (The Mask of Doom: Part 2)
10. Le masque de Doom - Partie 3 (The Mask of Doom: Part 3)
11. Le monde souterrain (Mole Man)
12. Un autre monde (Behold the Negative Zone)
13. Le retour de Galactus (The Silver Surfer and the Return of Galactus)
14. Une explosion fatale (And a Blind Man Shall Lead Them)
15. Une autre civilisation - Partie 1 (Inhumans Saga, And the Wind Cries Medusa: Part 1)
16. Une autre civilisation - Partie 2 (Inhumans Saga, The Inhumans Among Us: Part 2)
17. Une autre civilisation - Partie 3 (Inhumans Saga, Beware the Hidden Land: Part 3)
18. Une Susie peut en cacher une autre (Worlds Within Worlds)
19. Galactus contre Ego (To Battle the Living Planet)
20. La panthère noire (Prey of the Black Panther)
21. Une nouvelle recrue (When Calls Galactus)
22. Un cauchemar vert (Nightmare in Green)
23. Le père prodige (Hopelessly Impossible)
24. Retour dans le passé (Behold, a Distant Star)
25. De drôles de vacances (The Sentry Sinister)
26. La terreur en marche (Doomsday)

## Diffusion en France
En France, la série est diffusée pour la première fois en 1995 sur Canal + (en même temps que x-men et Iron man) puis sur Télétoon  en 1999. En 2003 sur TF1. Elle est à présent disponible sur Disney+ en intégralité depuis la lancement de la plateforme en 2019.

## Sortie en DVD
- Vol. 1 - Les 4 Fantastiques : Les Origines - Édition TF1 Video ; 2009 (épisodes 1-2-5-6-7-12)
- Vol. 2 - Les 4 Fantastiques : Le masque de Doom - Édition TF1 Video ; 2010 (épisodes 11-13-8-9-10-3)